# Giovanni Francesco Straparola
Giovanni Francesco „Gianfrancesco” Straparola, cunoscut și sub numele de Zoan sau Zuan Francesco Straparola da Caravaggio (cca. 1485–1558), a fost un poet italian, colecționar și scriitor de povestiri. În timpul vieții, a călătorit din Caravaggio la Veneția, unde a publicat o carte de povestiri în două volume sub titlul Le piacevoli notti. Această colecție include unele dintre primele versiuni tipărite ale basmelor din Europa, așa cum sunt cunoscute astăzi.

## Biografie

### Viață
Nu există multe informații cu privire la viața lui Straparola, cu excepția câtorva fapte referitoare la lucrările sale publicate. Potrivit unor surse, s-a născut în jurul anului 1485 în Caravaggio, Italia (pe câmpia lombardă la est de Milano). Cu toate acestea, nu se știe nimic mai mult despre viața sa până în 1508, când s-a aflat în Veneția, unde și-a semnat numele „Zoan” pe pagina de titlu a lucrării sale Opera nova de Zoan Francesco Straparola da Caravaggio novamente stampata.
Înainte de a publica primul volum din Le piacevoli notti, Straparola a obținut permisiunea de a publica de la autoritățile venețiene pe 8 martie 1550, deși numele notat pe permis este „Zuan Francesco Sstraparola da Caravaggio”.
S-a spus că Straparola a murit în 1558. Totuși, moartea sa este posibil să fi survenit mai devreme, deoarece după tipărirea din 1556 sau 1557, portretul gravat în lemn al autorului, precum și cuvintele „All'instanza dall'autore” (la cererea autorului) au dispărut din lucrare, tipografia fiind Comin da Trino, Veneția. Acest lucru ar putea indica data morții lui Straparola înainte de 1558. Bottigheimer sugerează 1555 din cauza ciumei din acel moment, și într-un alt oraș decât Veneția, deoarece moartea sa nu este consemnată în actele de deces din Veneția din anii 1550 sau începutul anilor 1560.
Fiind un om de litere care nu era originar din Veneția, este posibil ca Straparola să fi ocupat funcția de profesor, secretar personal sau un fel de „scriitor fantomă” pentru un patron.

### Nume
Numele „Straparola” este puțin probabil să fie numele adevărat al lui Giovanni Francesco. Bottigheimer sugerează că „Straparola” este o poreclă derivată din verbul italian straparlare, care înseamnă „a vorbi prea mult” sau „a vorbi prostii”. Zipes afirmă că acest nume înseamnă „loquacious”. Folosirea unui pseudonim este ușor de înțeles, deoarece publicarea de scrieri satirice în Veneția din secolul al XVI-lea reprezenta adesea un pericol personal pentru autorul respectiv.

## Opere

### Opera nova de Zoan Francesco Straparola da Caravazo novamente stampata
La Veneția, în 1508, Straparola și-a publicat Opera nova de Zoan Francesco Straparola da Caravazo novamente stampata (Opere noi), care conținea sonete, strambotti (vers satiric), epistre (epistole) și capitoli (poezie satirică). Cartea a fost retipărită în 1515.

### Le piacevoli notti
În 1551, tot la Veneția, Straparola a publicat primul volum din Le Piacevoli Notti Di M. Giovanfrancesco Straparola da Caravaggio, iar al doilea volum a apărut în 1553.
Le piacevoli notti este lucrarea cea mai cunoscută a lui Straparola și conține șaptezeci și cinci de povestiri, fabule și basme. Poveștile sunt împărțite în Nopți, mai degrabă decât în capitole, și seamănă cu structura narativă din Decameronul lui Giovanni Boccaccio (1350-1352). În carte este prezentat un grup de aristocrați italieni, bărbați și femei, care se distrează cu dansuri, cântece și povești. Diferența față de Boccaccio este că Nopțile lui Straparola includ și enigme (ghicitori).
O poveste din cel de-al doilea volum al Nopților, „Maestro Lattantio” (Straparola 1984 vol. 2, 102–110), a fost eliminată după câțiva ani din cauza influenței Bisericii, în timp ce întreaga lucrare a fost analizată și inclusă într-o serie de Index librorum prohibitorum între 1580 și 1624.
Se pretinde că multe dintre poveștile din Le piacevoli notti ar fi fost preluate din lucrări anterioare, în special de la Girolamo Morlini, un avocat din Napoli din secolul al XV-lea/al XVI-lea, a cărui lucrare Novellae, fabulae, comoedia a apărut în 1520.
Straparola nu a negat niciodată acest lucru. În Dedicația din prefața celui de-al doilea volum, el a scris că poveștile „... scrise și adunate în acest volum nu sunt de-ale mele, ci bunuri pe care le-am luat mișelește de la acest om și că, într-adevăr, mărturisesc că nu sunt ale mele și dacă aș spune altfel, ar însemna să mint, dar totuși le-am așezat cu fidelitate după felul în care au fost spuse de doamnele, nobilii, oamenii învățați și domnii care s-au adunat pentru a se recrea.” Zipes a menționat chiar, la un moment dat, că „Straparola nu a fost un scriitor original.” Adesea, în Italia Renașterii, utilizarea povestirii în ramă era o modalitate prin care un autor putea să evite critica de a fi publicat lucrări ale altor scriitori prin renunțarea la drepturile de autor, spunând că doar a notat ceea ce a auzit.
Deși această Dedicație este semnată „De la Giovanni Francesco Straparola”, Bottigheimer sugerează că schimbările stilului narativ între primul și al doilea volum, atât în cadrul poveștilor în sine, cât și în povestirea în ramă, implică faptul că altcineva decât Straparola ar fi putut modifica sau finaliza cel de-al doilea volum și ar fi putut include la întâmplare unele dintre poveștile scrise de Morlini.

## Influențe asupra scriitorilor de mai târziu
Madame de Murat (1670-1716), ea însăși o autoare de basme, a remarcat în 1699 „că toată lumea, inclusiv ea, își lua poveștile din „Straparola”. Multe dintre povestirile lui Straparola sau doar anumite elemente de structură se regăsesc într-adevăr în lucrările autorilor de mai târziu. Totuși, această afirmație nu implică faptul că Straparola ar fi fost creatorul original al temelor și intrigilor din Le piacevoli notti.
„Peruonto” de Giambattista Basile (1566–1632) și „Delfinul” de Madame d’Aulnoy (1652–1705) sunt foarte asemănătoare cu povestea „Pietro” a lui Straparola, deși cei doi autori adaugă elemente moralizatoare în plus: un protagonist urât/prostănac eliberează un pește/delfin cu puteri magice, care îi îndeplinește toate dorințele.
Atât „Cagliuso” al lui Giambattista Basile, cât și „Motanul încălțat” al lui Charles Perrault (1628–1703) au aceeași intrigă redată de Straparola în „Costantino Fortunato”: protagonistul primește ca moștenire un motan care vorbește și care își ajută stăpânul să devină bogat.
„Der Eisenhans” din antologia de basme scrise de Frații Grimm (1785–1863 și 1786–1859) pornește de la intriga din „Guerrino” al lui Straparola: protagonistul este ajutat în misiunile sale de un sălbatic pe care îl eliberase. Frații Grimm nu au inventat niciodată basme, au adunat și publicat exclusiv povești populare transmise din generație în generație. Acest fapt indică faptul că „Guerrino” este unul dintre basmele populare colectate de Straparola, mai degrabă decât unul dintre basmele literare inventate de el.
Intriga din „Ancilotto” al lui Straparola este urmărită îndeaproape, cu câteva detalii diferite, în „Apa care dansează, mărul cântător și pasărea care vorbește”, așa cum apare în antologia lui Joseph Jacobs din 1916: copiii regelui sunt trimiși în misiuni aproape imposibile pentru a nu se întâlni cu tatăl lor. În aceeași colecție a lui Jacob se află povestea „Maestrul hoț”, care urmează aceeași intrigă din „Cassandrino” al lui Straparola: un magistrat sau un lord pune un hoț să demonstreze cât este de priceput sau va fi ucis.
Povestea „Gâsca” a lui Basile repetă intriga din „Adamantina și păpușa” a lui Straparola: o păpușă/gâscă fermecată care acordă recompense celor două surori sărace și le ajută să se căsătorească în familia regală.
Italo Calvino a fost inspirat de Straparola în realizarea lucrării sale Basme italiene.

## Opere
- Opera nova de Zoan Francesco Straparola da Caravazo novamente stampata (1508)
- Le piacevoli notti vol. 1 (1551) și vol. 2 (1553)